# Oscar Pistorius
Oscar Leonard Karl Pistorius (født 22. november 1986 i Sandton, Sydafrika), også kendt som Blade Runner, er en sydafrikansk handicapatlet og drabsmand. Pistorius er dømt for drabet på sin daværende partner, modellen Reeva Steenkamp. Han er født uden knogler i læggen, og da han var 11 måneder gammel, blev begge ben amputeret nedenfor knæet.

## Idrætskarriere
I januar 2008 nægtede IAAF International Association of Athletics Federations ham at deltage i konkurrencer for funktionsdygtige mennesker med henvisning til regel 144.2, som forbød brug af hjælpemidler. Pistorius anlagde sag og vandt i retten den 16. maj 2008.
Pistorius har deltaget i både sommer-OL 2012 og paralympiske sommerlege 2012.

## Drabssag
Den 14. februar 2013 blev Pistorius sigtet for drabet på sin kæreste, modellen Reeva Steenkamp. Omstændighederne omkring drabet er stadigvæk uafklarede. Pistorius har forklaret, at han vågnede op om natten og hørte lyde fra badeværelset. Han skød derfor flere gange igennem badeværelsesdøren, fordi han troede det var en indbrudstyv, som gemte sig. Han blev arresteret og anklaget for mord.
Efter retssagen blev Pistorius fundet skyldig i uagtsomt manddrab og modtog en dom på 5 år. Dommen blev dog anket af anklageren.
Den 3. december 2015 ændrede appelretten i Bloemfontein dommen fra uagtsomt manddrab til drab, og tilbageviste sagen til højesteretten med henblik på fornyet strafudmåling. Den 6. juli 2016 blev strafudmålingen fastsat til 6 års fængsel.
Den 24. november 2017 blev dommen ændret til 15 år.
I november 2021 iværksatte de sydafrikanske fængselsmyndigheder de første proceduremæssige skridt til at overveje prøveløsladelsen af Oscar Pistorius, fængslet for drabet på sin kæreste.